# Lacajunte
Lacajunte (en occitano, La Cau Junta) es una comuna francesa situada en el departamento de Landas, en la región de Nueva Aquitania.

## Demografía
| 193 | 196 | 170 | 152 | 160 | 136 | 156 |
| Para los censos de 1962 a 1999 la población legal corresponde a la población sin duplicidades (Fuente: INSEE [Consultar]) |     |     |     |     |     |     |